# Einar Thulin (1883–1941)
Johan Einar Ossian Jönsson Thulin, även kallad Einar J:son Thulin, född 27 februari 1883 i Sankt Olai församling i Norrköping, Östergötlands län, död 11 september 1941 i Danderyds församling, Stockholms län, var en svensk ämbetsman och politiker. Han var far till Einar Thulin.

## Biografi
Thulin blev 1905 filosofie kandidat vid Uppsala universitet, 1911 sekreterare i nykterhetskommittén och var 1912 sekreterare i konstitutionsutskottet. Han blev förste aktuarie och extra ledamot i Kontrollstyrelsen 1915, byråchef och ordinarie ledamot där 1918 samt ledamot i Statistiska tabellkommissionen 1924. Han var mars 1925–maj 1926 tillförordnad överdirektör och chef för Kontrollstyrelsen.
Thulin var 1919–1932 ledamot av första kammaren för Östergötlands län samt ledamot av konstitutionsutskottet. Han tillhörde under riksdagstiden socialdemokratiska partiet. Som student vid Uppsala universitet deltog han flitigt i studenternas föreningsliv och var en tid ordförande i Föreningen Verdandi; han tog även framträdande del i studenternas helnykterhetsarbete. År 1940 återvaldes han till första kammaren, där han satt till sin död följande år.